# Тит Воїн
Тит Воїн або Тит Печерський — український православний святий, Києво-Печерський чернець.

## Життєпис
Преподобний Тит жив у XIV ст., відбував чернечий подвиг у Печерському монастирі.
Преподобний Тит спочатку був мужнім воїном. Під час одного походу був тяжко поранений у голову. Хвороба змусила його відмовитися від військової служби. Тит прийшов у Печерський монастир і став ченцем. Усе подальше життя оплакував свої гріхи, постив та усердно молився. Перед смертю отримав від Господа звістку, що Він простив йому гріхи.
У написі над гробом преподобного Тита говориться про нього наступне: «Преподобний Тит Воїн, бувши на війні поранений у голову зброєю, ледь не до смерті, і через те облишив воювання. Ледь трохи оправився, при йшов до монастиря Печерського, і, прийнятий бувши від преподобних отців, що тут жили, облікся в чин іноцький, і доблесно підвизався постом і молитвами, проти невиди- мих супостатів озброївся, сльозами ж непрес- танними такої набув благодаті, що звіщено було йому до смерті про відпущення гріхів його. По цьому переселився духом на небо до торжест — вуючих ликів. Доброподвижне ж тіло його, тут покладене, почиває».
Припускають, що преподобний жив у монастирі в XIV ст. і там упокоївся у віці 40 років.
Упокоївся в монастирі.
На тілі преподобного Тита виявлено чимало бойових травм, особливо на черепі святого, а саме на лівій тім'яній кістці, міститься наскрізне ушкодження веретеноподібної форми розміром 4×1,5 см. Від переднього краю травматичного ураження відходить зарощена лінія перелому у вигляді невеличкої боріздки, тобто зрозуміло, що рана не стала причиною негайної загибелі.
Його нетлінні мощі знаходяться в Дальніх печерах, навпроти мощей Силуана Схимника та недалеко від підземної церкви Благовіщення Пресвятої Богородиці. Частинка мощей преподобного знаходиться в Соборі Іоана Предтечі в Брукліні (Нью-Йорк).

В акафісті всім Печерським преподобним про нього сказано: 
|  | «Радуйся, Тите, бо земного царя воїнство залишивши, ти небесним хоробрим воїном став». |

Тропар та кондак прп. Титу описують його, як хороброго воїна Христового, який переміг  "воїнів невидимых", тобто бісів. Існують свідчення допомоги проти чаклунства за посередництвом преподобного Тита, колишнього воїна.

## Іконографія
На зображеннях Собору Києво-Печерських святих святий представлений, як правило, в правій групі в 2-у ряді, поряд з Лукіаном Священномучеником, в ряду іноків, які спочивають у Дальніх печерах.

## Пам'ять
Пам'ять преподобного Тита-воїна вшановується 12 березня (27 лютого за ст. ст.).